# イヴリン・プルハール
イヴリン・プルハール（Evelyn B. Pluhar-Adams、1947年7月8日 - ）は、アメリカ合衆国の哲学者。専門は、主に動物の倫理的地位に関する倫理学および心の哲学。

## 来歴
デンバー大学で哲学の学士号を取得後、ミシガン大学で哲学の博士号を取得。博士論文は『The Ontological Status of Colour』。1978年から1984年まで哲学科のアシスタント・プロフェッサー、1984年から1996年まで准教授、1996年から教授として、ペンシルバニア州立大学のFayette Campusでキャリアの大半を過ごした。
1995年、デューク大学出版局から『Beyond Prejudice: The Moral Significance of Human and Nonhuman Animals』を出版。『Beyond Prejudice』では限界事例からの議論を検討し、人間が唯一倫理的に重要であるとする議論を却下して、倫理的合理主義に基づく動物の権利論を提唱した。